# Francisco de Assis Pires
Dom Francisco de Assis Pires (Salvador, 4 de outubro de 1880 - Crato, 10 de fevereiro de 1960) foi sacerdote da Igreja Católica Romana. O segundo bispo da Diocese do Crato, de 1931 a 1959.

## Biografia
Fez os estudos no Seminário de sua terra natal e no Seminário de Olinda, Pernambuco. Recebeu a ordem do presbiterato no ano de 1903, das mãos o Exmo. Sr. Arcebispo D. Jerônimo Tomé da Silva. Cônego da Catedral do Salvador e Vigário Geral da Arquidiocese, foi nomeado Bispo por Sua Santidade o Papa Pio XI, no dia 11 de agosto de 1931,para ocupar o sólio episcopal da Diocese do Crato com 51 anos de idade e 28 anos de vida sacerdotal (Mons. Montenegro).
Foi ordenado Bispo em 06 de dezembro de 1931 pelo Cardeal Augusto Álvaro da Silva, Arcebispo de São Salvador da Bahia, assistido por Dom Ranulfo da Silva Farias, Bispo de Guaxupé, e por Dom Adalberto Accioli Sobral, Bispo de Barra.
Foi o Cardeal Sebastião Leme, à época, Arcebispo do Rio de Janeiro, quem atribuiu a Dom Francisco de Assis Pires a designação de “A violeta do episcopado brasileiro”. Desde a Idade Média, a violeta simboliza fidelidade, castidade e humildade. Merecidamente, Dom Francisco ficou conhecido como “A violeta do episcopado brasileiro”.
Outros títulos foram-lhe atribuídos. Monsenhor Francisco Holanda Montenegro, no livro “Os quatro Luzeiros da Diocese”, refere-se a Dom Francisco como “O Bom Samaritano”. Já Monsenhor Raimundo Augusto Bezerra, no opúsculo “Histórico da Diocese de Crato”, escreveu que o segundo bispo de Crato “era a caridade em pessoa. Desprendido dos bens terrenos, bondoso e manso, veio para servir aos seus diocesanos sem nada receber em troca”. Tudo em consonância com o lema episcopal escolhido por Dom Francisco: Não vim para ser servido, mas para servir. Monsenhor Raimundo Augusto justificou a sua opinião: “A longa e diuturna convivência com Dom Francisco, na prestação de serviços à Cúria Diocesana, autoriza-me a expressar-me assim. Vi de perto a riqueza de virtudes que ornavam sua alma Angélica, seu coração de ouro”.
Nascido no seio de uma rica família da capital baiana, Dom Francisco era, no dizer dos seus biógrafos, um verdadeiro aristocrata. Monsenhor Montenegro é taxativo: “Um rico que se fez pobre a serviço dos mais pobres”. É voz unânime que o segundo bispo de Crato tinha, realmente, predileção pelos mais pobres e mais sofredores. Por conta disso, possuía centenas de afilhados de batismo ou crisma. Dotado de uma delicadeza impressionante, tratava a todos – de qualquer condição social – com educação esmerada.
Entre os afilhados de Dom Francisco, um merece ser citado. No final dos anos 40 veio residir em Crato um casal francês, que sofrera as agruras da Segunda Guerra Mundial: Hubert Bloc Boris e sua esposa Janine. Hubert, em pouco tempo, tornou-se figura estimada na sociedade cratense, mercê seu temperamento extrovertido, facilidade de fazer amizades, além do destaque social adquirido por ser administrador do maior imóvel rural do Sul do Ceará – a Fazenda Serra Verde, localizada em Caririaçu – participar do Rotary Clube de Crato, dentre outros atributos de que era possuidor. Hubert era judeu de nascimento, o primeiro, talvez, a integrar o rebanho das ovelhas pastoreadas por Dom Francisco. Este, aproximou-se do casal francês e, depois de longas e demoradas conversas, conseguiu a aquiescência de Hubert para batizá-lo na Igreja Católica. Bom lembrar que Janine tinha procedência católica o que facilitou, certamente, a conversão ao catolicismo do saudoso e sempre lembrado “Cidadão Cratense” (título concedido pela Câmara de Vereadores), Hubert Bloc Boris.
Dentre as muitas realizações materiais de Dom Francisco destacamos três: a construção do primeiro hospital do Cariri – o São Francisco de Assis – onde havia lugar destinado à indigência, ou seja, aos doentes pobres; o Liceu de Artes e Ofícios, hoje extinto, destinado à profissionalização da juventude masculina de baixa renda; o Patronato Padre Ibiapina, também extinto, (cujo prédio é ocupado hoje pela reitoria da Universidade Regional do Cariri) destinado à educação de moças pobres.
Numa edição especial do jornal “Folha da Semana”, comemorativa ao centenário da cidade de Crato, com data de 17 de outubro de 1953, foi inserido um artigo da lavra do padre Neri Feitosa, com o título “A venerável figura de Dom Francisco Pires”. Dali retiramos os seguintes tópicos:
"(...) Ele é eminentemente “Homem de Deus”, com um porte que fala de modo impressionante à piedade. Êmulo e imitador do pobrezinho de Assis, seu onomástico. Dom Francisco de Assis Pires é uma figura muito venerável de asceta contemplativo e cheio de bondade cristã".
“É de ver como se perturba, como se angustia, como sofre o coração do Bispo de Crato, quando se declaram sintomas (dos fenômenos periódicos) da Seca. Indaga sobre o sofrimento do povo, sobre as possibilidades dos poderes (públicos), sobre os migrantes, sobre a produção nas diversas zonas da Diocese. Com a mão trêmula pelos anos e pela aflição, traça as feições abatidas de seus filhos diocesanos, em telegramas a quem possa prestar socorro".
“Aquela face carrancuda não expressa nada aquela bondade compassiva e providente que lhe enche o grande coração de Bom Pastor".
“Por estas e por outras razões, Crato guardará, nos arquivos da justiça e da melhor gratidão, a lembrança perene desta venerável figura que constitui Dom Francisco de Assis Pires”.
Nos anos finais de seu episcopado, com saúde debilitada, Dom Francisco solicitou um bispo-auxiliar. Para tal, foi nomeado Vicente de Paulo Araújo Matos, eleito em 21 de abril de 1955, e consagrado na Igreja de Cristo Rei, em Fortaleza, sendo D. Francisco um dos celebrantes. Quatro anos mais tarde, com a renúncia de D. Francisco, D. Vicente se tornou o bispo diocesano e D. Francisco recebeu a sé titular de Antioquia da Pisídia. O bispo-emérito veio falecer meses depois, em 10 de fevereiro de 1960.

## Ordenações episcopais
Dom Francisco de Assis Pires foi co-ordenante nas ordenações episcopais dos seguintes Bispos:
Dom Aureliano de Matos, (1940);
Dom Felipe Benito Condurú Pacheco, (1941);
Dom José Terceiro de Sousa, (1948);
Dom Antônio de Mendonça Monteiro, (1950);
Dom Vicente de Paulo Araújo Matos, (1955).